# دون فورد
دون فورد (بالإنجليزية: Don Ford)‏ مواليد 31 ديسمبر 1952 في سانتا باربارا، هو لاعب كرة سلة أمريكي سابق. بدأ مسيرته الاحترافية في سنة 1975. تم اختياره من قبل فريق لوس أنجلوس ليكرز خلال الدرافت. حمل الرقم 35. يبلغ طوله 6 قدم 9 بوصة (2.1 م). اعتزل اللعب في 1983. أحرز خلال مسيرته في الإن بي إيه 3016 نقطة بمعدل 6.4 نقاط في المباراة الواحدة. لعب مع لوس أنجلوس ليكرز وكليفلاند كافالييرز.

## روابط خارجية
- دون فورد على موقع إن بي أي (الإنجليزية)
- دون فورد على موقع سبورتس رفرنس (الإنجليزية)
- دون فورد على موقع كلية كرة السلة في سبورتس رفرنس.كوم (الإنجليزية)
- دون فورد على موقع ريلجم (الإنجليزية)
- دون فورد على موقع بروبوليرز (الإنجليزية)